# Wahlkreis Weimar II
Der Wahlkreis Weimar II (Wahlkreis 32) ist ein Landtagswahlkreis in Thüringen.
Er umfasst die kreisfreie Stadt Weimar ohne die Ortsteile Schöndorf, Süßenborn und Tiefurt/Dürrenbacher Hütte. Von 1990 bis 2009 umfasste der Wahlkreis Weimar das gesamte Weimarer Stadtgebiet in seinen damaligen Grenzen.

## Landtagswahl 2024
Die Landtagswahl fand am 1. September 2024 statt. Im Wahlkreis traten die nachfolgenden Direktkandidaten an.
Die SPD hatte das Landtagsmitglied Thomas Hartung als Direktkandidaten nominiert. Dieser starb Ende Juli im Alter von 53 Jahren. Die SPD verzichtete darauf, einen Ersatzkandidaten zu nominieren.
| Wahlkreis Weimar II       | Wahlkreis Weimar II | Erst- stimmen | Erst- stimmen | Zweit- stimmen | Zweit- stimmen |
| Bewerber                  | Partei              | Anzahl        | %             | Anzahl         | %              |
| ------------------------- | ------------------- | ------------- | ------------- | -------------- | -------------- |
| Wahlberechtigte           | Wahlberechtigte     | 44800         | 44800         | 44800          | 44800          |
| Wähler                    | Wähler              | 34343         | 34343         | 34343          | 76,7           |
| Ungültige Stimmen         | Ungültige Stimmen   | 920           |               | 253            |                |
| Gültige Stimmen           | Gültige Stimmen     | 33423         |               | 34090          |                |
| davon                     |                     |               |               |                |                |
| Ulrike Große-Röthig       | DIE LINKE           | 11059         | 33,1          | 6624           | 19,4           |
| Marcus Cebulla            | AfD                 | 7019          | 21,0          | 6527           | 19,1           |
| Lennart Geibert           | CDU                 | 8845          | 26,5          | 7052           | 20,7           |
|                           | SPD                 |               |               | 3477           | 10,2           |
| Ann-Sophie Bohm           | GRÜNE               | 3445          | 10,3          | 3584           | 10,5           |
| Thomas Jeremias Kemmerich | FDP                 | 1198          | 3,6           | 469            | 1,4            |
|                           | TIERSCHUTZ hier!    |               |               | 328            | 1,0            |
|                           | ÖDP / Familie ..    | 64            | 0,2           |                |                |
|                           | PIRATEN             | 147           | 0,4           |                |                |
|                           | MLPD                | 33            | 0,1           |                |                |
|                           | BÜNDNIS DEUTSCHLAND | 107           | 0,3           |                |                |
|                           | BSW                 | 5103          | 15,0          |                |                |
|                           | FAMILIE             | 124           | 0,4           |                |                |
| Anton Pasler              | FREIE WÄHLER        | 844           | 2,5           | 203            | 0,6            |
| Clarsen Ratz              | WU                  | 1013          | 3,0           | 248            | 0,7            |

## Landtagswahl 2019
Die Landtagswahl in Thüringen 2019 erbrachte folgendes Wahlkreisergebnis:
| Direktkandidat              | Partei                         | Wahlkreisstimmen in % | Landesstimmen in % |
| --------------------------- | ------------------------------ | --------------------- | ------------------ |
| Jörg Geibert                | CDU                            | 24,9                  | 17,2               |
| Steffen Dittes              | DIE LINKE                      | 28,6                  | 35,4               |
| Thomas Hartung              | SPD                            | 16,6                  | 9,3                |
| –                           | AfD                            | –                     | 14,2               |
| Ann-Sophie Bohm-Eisenbrandt | GRÜNE                          | 19,8                  | 13,1               |
| –                           | NPD                            | –                     | 0,2                |
| Hagen Hultzsch              | FDP                            | 9,1                   | 5,4                |
| –                           | PIRATEN                        | –                     | 0,5                |
| –                           | Die PARTEI                     | –                     | 1,5                |
| –                           | KPD                            | –                     | 0,0                |
| –                           | TIERSCHUTZ hier!               | –                     | 0,9                |
| –                           | BGE                            | –                     | 0,3                |
| –                           | DIE DIREKTE!                   | –                     | 0,2                |
| –                           | Blaue #Team Petry Thüringen    | –                     | 0,1                |
| –                           | Graue Panther                  | –                     | 0,5                |
| –                           | MLPD                           | –                     | 0,2                |
| –                           | ÖDP                            | –                     | 0,4                |
| –                           | Gesundheitsforschung           | –                     | 0,4                |
| Cornelia Jungk              | Internationalistisches Bündnis | 1,0                   | –                  |

## Landtagswahl 2014
Die Landtagswahl in Thüringen 2014 erbrachte folgendes Wahlkreisergebnis:
| Name                              | Partei    | Anteil der Erststimmen |
| --------------------------------- | --------- | ---------------------- |
| Jörg Geibert                      | CDU       | 31,1 %                 |
| Dirk Möller                       | DIE LINKE | 28,3 %                 |
| Thomas Hartung                    | SPD       | 19,1 %                 |
| Manfredo Koessl                   | GRÜNE     | 12,1 %                 |
| Christian Lachnitt                | FDP       | 3,2 %                  |
| Jan Morgenroth                    | NPD       | 3,1 %                  |
| Michael Kurt Bahr                 | PIRATEN   | 3,0 %                  |
| Wahlberechtigte: 45.969 Einwohner |           |                        |
| Wahlbeteiligung: 55,4 %           |           |                        |

## Landtagswahl 2009
Bei der Landtagswahl in Thüringen 2009 traten folgende Kandidaten an:
| Name                              | Partei    | Anteil der Erststimmen |
| --------------------------------- | --------- | ---------------------- |
| Peter D. Krause                   | CDU       | 25,9 %                 |
| Thomas Hartung                    | Die Linke | 28,4 %                 |
| Thomas Notzke                     | SPD       | 16,4 %                 |
| Carsten Meyer                     | GRÜNE     | 17,2 %                 |
| Matthias Purdel                   | FDP       | 8,4 %                  |
| Ralf Markert                      | NPD       | 3,7 %                  |
| Wahlberechtigte: 51.504 Einwohner |           |                        |
| Wahlbeteiligung: 58,9 %           |           |                        |

Im August 2010 trat Thomas Hartung aus seiner Fraktion und Partei aus und wechselte zur SPD-Fraktion.

## Landtagswahl 2004
Bei der Landtagswahl in Thüringen 2004 traten folgende Kandidaten an:
| Name                                                      | Partei | Anteil der Erststimmen |
| --------------------------------------------------------- | ------ | ---------------------- |
| Peter D. Krause                                           | CDU    | 37,9 %                 |
| Dirk Möller                                               | PDS    | 26,7 %                 |
| Matthias Bettenhäuser                                     | SPD    | 18,1 %                 |
| Sigrid Petra Streit                                       | GRÜNE  | 12,7 %                 |
| Christoph Burmeister                                      | FDP    | 4,6 %                  |
| Wahlberechtigte: 51.362 Einwohner Wahlbeteiligung: 55,1 % |        |                        |

## Landtagswahl 1999
Bei der Landtagswahl in Thüringen 1999 traten folgende Kandidaten an:
| Name                                                      | Partei | Anteil der Erststimmen |
| --------------------------------------------------------- | ------ | ---------------------- |
| Frank-Michael Pietzsch                                    | CDU    | 47,5 %                 |
| Irene Ellenberger                                         | SPD    | 21,8 %                 |
| Dirk Möller                                               | PDS    | 21,5 %                 |
| Ulrike-Lilly Koßmann                                      | GRÜNE  | 5,5 %                  |
| Frank Welsch                                              | REP    | 2,1 %                  |
| Maria-Elisabeth Grosse                                    | FDP    | 1,6 %                  |
| Wahlberechtigte: 48.971 Einwohner Wahlbeteiligung: 60,3 % |        |                        |

## Bisherige Abgeordnete
Direkt gewählte Abgeordnete des Wahlkreises Weimar waren:
| Jahr | Name                   | Partei    | Anteil der Erststimmen |
| ---- | ---------------------- | --------- | ---------------------- |
| 2024 | Ulrike Grosse-Röthig   | DIE LINKE | 33,1 %                 |
| 2019 | Steffen Dittes         | DIE LINKE | 28,6 %                 |
| 2014 | Jörg Geibert           | CDU       | 31,1 %                 |
| 2009 | Thomas Hartung         | Die Linke | 28,4 %                 |
| 2004 | Peter D. Krause        | CDU       | 37,9 %                 |
| 1999 | Frank-Michael Pietzsch | CDU       | 47,5 %                 |
| 1994 | Frank-Michael Pietzsch | CDU       | 38,5 %                 |